# The Ashes 1890
Il The Ashes 1890 è stata la 8ª edizione del prestigioso The Ashes di cricket. La serie di 3 partite si è disputata in Inghilterra tra il 16 luglio e il 31 agosto 1890.
La vittoria è andata alla selezione inglese, che ha vinto per 2-0.

## Risultati

### Test 1
| 21-23 luglio Referto |

| Australia         | v | Inghilterra       |
| 132 (86 overs)    |   | 173 (110.1 overs) |
| 176 (140.2 overs) |   | 137/3 (75 overs)  |

- Australia vince il sorteggio e decide di battere

### Test 2
| 11-12 agosto Referto |

| Australia       | v | Inghilterra       |
| 92 (65.2 overs) |   | 317 (138.2 overs) |
| 100 (55 overs)  |   | 95/8 (51 overs)   |

- Australia vince il sorteggio e decide di battere

### Test 3
| 25-27 agosto Referto |

| Inghilterra | v | Australia |
|             |   |           |
|             |   |           |